# Экстракт простаты
Экстракт простаты — вещество полипептидной природы, экстракт из ткани предстательной железы бычков, достигших половой зрелости. Входит в состав лекарственных препаратов, которые используют для лечения заболеваний предстательной железы. Выпускается в форме суппозиториев и лиофилизата для приготовления раствора для внутримышечного введения, таблетки

## Фармакологические свойства
Обладает органотропным действием на предстательную железу человека. Способствует уменьшению отёка, застоя секрета, лейкоцитарной инфильтрации предстательной железы, нормализует секреторную функцию эпителиальных клеток. Оказывает противовоспалительное действие, обладает антиагрегатной деятельностью, препятствует образованию тромбоза венул в предстательной железе

## История
В середине 80-х годов в научно-исследовательской лаборатории Военно-медицинской Академии им. С. М. Кирова из предстательной железы крупного рогатого скота был выделен комплекс щелочных пептидов — экстракт простаты. Полученное вещество назвали «Просталин».
Экстракт был рекомендован к клиническому применению в 1992 году под торговым названием «Простатилен» . Первым производителем препарата был МБНПК «Цитомед» (Санкт-Петербург). Позже техническая документация к препарату была передана ряду производителей в странах СНГ, где его стали выпускать и под другими торговыми названиями.

## Клиническое применение
Клинические исследования, проводившиеся на базе ФГБУ «НИИАГ им. Д. О. Отта» СЗО РАМН, показали, что применение «Простатилена» в комплексной терапии эректильной дисфункции и репродуктивных нарушений у мужчин молодого возраста способствует снижению болевого синдрома, восстановлению привычной частоты мочеиспускания, усилению полового влечения, нормализации микроциркуляции и венозного оттока в предстательной железе, а также улучшению показателей эякулята (увеличение количества и подвижности сперматозоидов). Но данные исследования были проведены на малой выборке пациентов (32чел) и на базе одного лечебного заведения. Кроме того, не соблюдался принцип двойного слепого рандомизированного исследования. Поэтому данные результаты не являются статистически значимыми и не соответствуют современным принципам доказательной медицины.

## Показания к применению
- Хронический простатит[8]
- Состояния после оперативных вмешательств на предстательной железе[9]
- Доброкачественная гиперплазия предстательной железы[10]

## Противопоказания
Гиперчувствительность к компонентам препарата